# انتیه هاروی
انتیه هاروی (انگلیسی: Antje Harvey؛ زادهٔ ۱۰ مهٔ ۱۹۶۷) ورزشکار دوگانه و اسکی‌باز صحرانوردی اهل ایالات متحده آمریکا بود.
او در سال ۱۹۸۹ بیاتلون را شروع کرد. در بازی‌های المپیک زمستانی ۱۹۹۲ آلبرتویل، او در ۱۵ کیلومتر انفرادی نقره و در دوی سرعت ۷٫۵ کیلومتر و در ۳ × ۷٫۵ کیلومتر برنده مدال طلا شد. در بازی‌های المپیک زمستانی ۱۹۹۴ در لیلهامر، او مدال نقره دیگری در امدادی (۴ × ۷٫۵ کیلومتر) به دست آورد. هاروی همچنین در مسابقات جهانی دو مدال در امدادی کسب کرد (۱۹۹۵: طلا، ۱۹۹۱: برنز).